# K. Pattabhi Jois

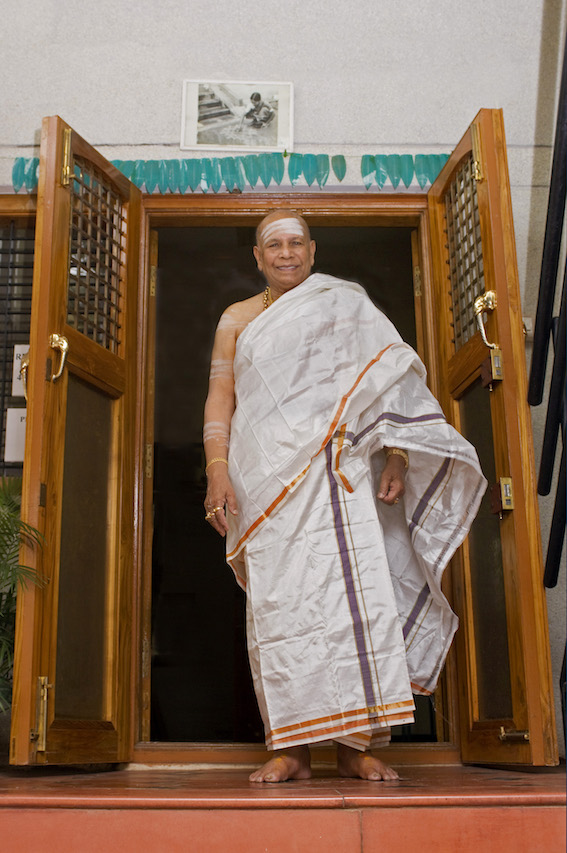
K. Pattabhi Jois, 2006

K. Pattabhi Jois (Krishna Pattabhi Jois; * 26. Juli 1915 in Kowshika im heutigen indischen Bundesstaat Karnataka; † 18. Mai 2009 in Mysuru, Karnataka) war von 1927 bis 1945 einer der frühen Schüler von T. Krishnamacharya und gilt als bedeutender Vertreter des Hatha-Yoga. Das von ihm gelehrte Hatha-Yoga-System, das heute unter dem Namen Ashtanga Yoga bzw. Ashtanga (Vinyasa) Yoga bekannt ist, hat er selbst von Krishnamacharya gelernt. Der Name Ashtanga Yoga verweist auf den achtgliedrigen Pfad des Patañjali, der den geistig-moralischen Hintergrund seines Systems aus Asana (im Yogasutra des Patañjali als „ruhige Körperstellung“ verstanden) und Pranayama (Atemübungen), bildet. K. Pattabhi Jois bezog sich außerdem auf Krishnamacharyas Prinzip vinyasa krama. „Vinyasa“ bedeutet eine Asana-Praxis, in der das Asana nicht statisch als gehaltene Stellung ausgeführt, sondern dynamisch in einer festgelegten Bewegungsabfolge mit dem Atem verknüpft wird.

## Leben und Werk
K. Pattabhi Jois studierte von 1930 bis 1936 Sahitya Veda und Advaita Vedanta am Sanskrit College in Mysuru. Von 1937 bis 1973 unterrichtete er dort Yoga. K. Pattabhi Jois trug den Titel eines "Vidwan" ("Gelehrter", von "vidya" = Sanskrit für "Wissen"). Später bekam er von anderen Institutionen auch die Ehrentitel Honorary Professor of Yoga, Yogasana Visharada und Shastra Nidhi verliehen. 1948 eröffnete er in seinem Wohnhaus in Lakshmipuram (Mysuru) eine kleine Yogaschule, das "Ashtanga Yoga Research Institute" (AYRI), das 2002 in ein größeres Gebäude in Gokulam (Mysuru) umzog und seit 2008 "K. Pattabhi Jois Ashtanga Yoga Institute" (KPJAYI) hieß. Seine Schule öffnete K. Pattabhi Jois auch westlichen Schülern. Zu seinen europäischen Schülern gehörte u. a. André van Lysebeth. Bekannt wurde er aber v. a. durch seine US-amerikanischen Schüler, z. B. David Williams, der ihn 1975 zum ersten Mal in die USA brachte. Sein Buch "Yoga Mala", das er 1962 in seiner Muttersprache Kannada veröffentlichte, erschien 1999 auch auf Englisch.
Aus der Schule von K. Pattabhi Jois gingen zwei Schulen hervor, die beide seine Arbeit weiterführen: die "K. Pattabhi Jois Ashtanga Yoga Shala" in Gokulam (Mysuru), geführt von seiner Tochter Saraswathi, sowie das "Sharath Yoga Centre" in Hebbal (Mysuru), geführt von seinem Enkel Sharath.
K. Pattabhi Jois hatte mit seiner Frau Savitramma, mit der er von 1937 bis zu ihrem Tod 1997 verheiratet war, drei Kinder (die Tochter Saraswathi und die Söhne Manju und Ramesh).

## Missbrauchsvorwürfe
Im Zuge der #MeToo-Debatte kamen Ende 2017 erstmals Missbrauchsvorwürfe gegenüber K. Pattabhi Jois auf. Am 25. April 2018 veröffentlichte der kanadische Yoga-Forscher Matthew Remski auf The Walrus einen Artikel, der die Missbrauchsfälle (sexuelle Belästigungen, nicht Vergewaltigungen) um K. Pattabhi Jois aus der Sicht von neun seiner Schülerinnen offenlegt.

## Belege
1. ↑  Yoga’s Culture of Sexual Abuse: Nine Women Tell Their Stories. In: The Walrus. (thewalrus.ca [abgerufen am 1. August 2018]).

| Personendaten    | Personendaten                                                      |
| ---------------- | ------------------------------------------------------------------ |
| NAME             | Pattabhi Jois, K.                                                  |
| ALTERNATIVNAMEN  | Pattabhi Jois, Krishna                                             |
| KURZBESCHREIBUNG | indischer Yogalehrer, Gründer des Ashtanga Yoga Research Institute |
| GEBURTSDATUM     | 26. Juli 1915                                                      |
| GEBURTSORT       | Kowshika, Karnataka                                                |
| STERBEDATUM      | 18. Mai 2009                                                       |
| STERBEORT        | Mysuru, Karnataka                                                  |